# Joaquim Agulló
Joaquim Agulló i Batlle (Barcelona, 1943) es un ingeniero industrial, investigador y catedrático universitario español, destacado por sus estudios sobre los instrumentos de percusión y vibroacústica.

## Biografía
Se licenció en ingeniería industrial en la Universidad Politécnica de Cataluña en 1968 y se doctoró en 1975. En la misma universidad ha sido catedrático de ingeniería mecánica desde 1977 y dirigió el Departamento de Ingeniería Mecánica de la misma en dos periodos (1984-1987 y 1989-1991); también fue subdirector de la Escuela Técnica Superior de Ingeniería Industrial de Barcelona (ETSEIB) entre 1980 y 1983. Desde 2010, es investigador del Centro de Investigación en Ingeniería Biomédica, donde sus trabajos se centran en la mecánica de robots y de vehículos, la dinámica de percusión y la vibroacústica, en el marco de la cual ha impulsado un programa de investigación de acústica musical de los instrumentos de viento y, en particular, de los instrumentos de las tradicionales agrupaciones musicales catalanas conocidas como coblas, trabajos todos ellos por los que recibió la medalla Narcís Monturiol al mérito científico y tecnológico que otorga la Generalidad de Cataluña. Desde 1992 es miembro del Instituto de Estudios Catalanes, donde fue presidente de la sección de Ciencias y Tecnología de 2002 a 2006, y donde ha dirigió dos programas de investigación relativos al diseño de los instrumentos musicales de viento de la familia de la tenora. De 2002 a 2010 fue secretario general de la Real Academia de Ciencias y Artes de Barcelona y es miembro de la American Society of Mechanical Engineers (ASME).